# Fredonian Rebellion

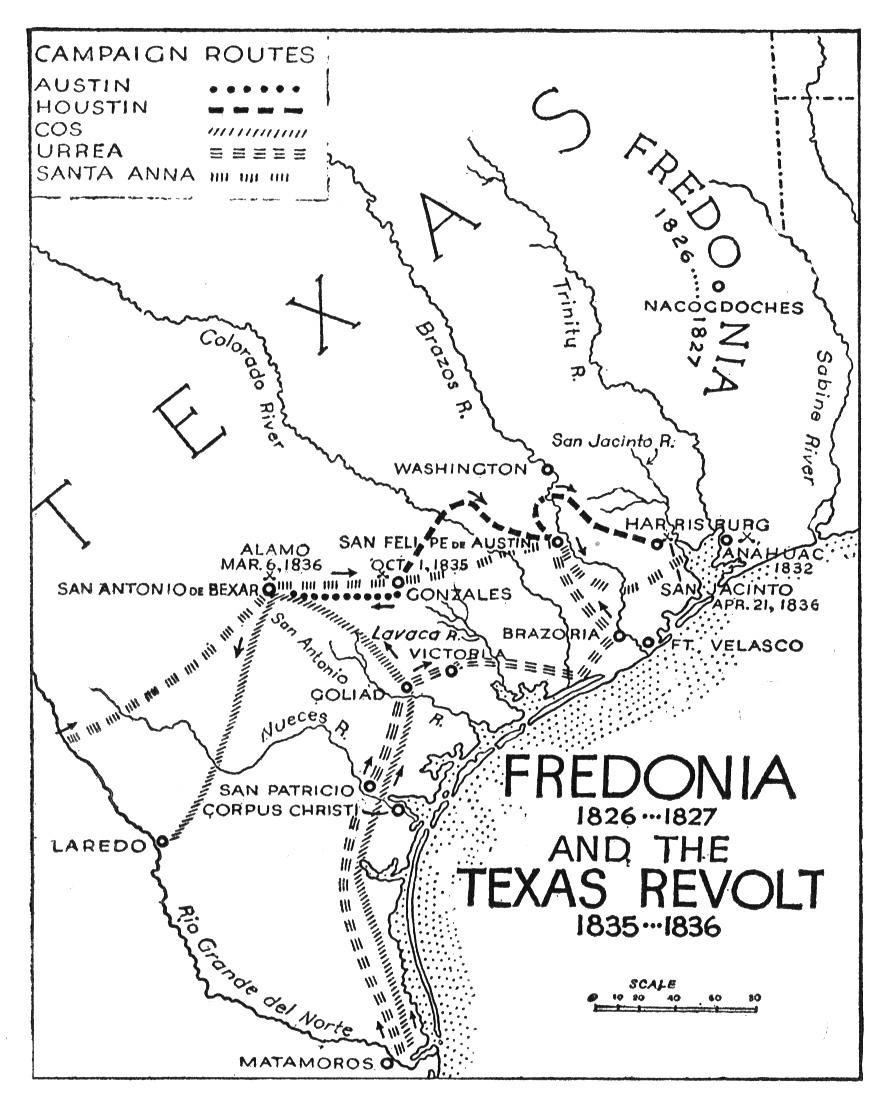
Schauplätze der Fredonian Rebellion und des Texanischen Unabhängigkeitskriegs

Die Fredonian Rebellion beziehungsweise die kurzzeitige, daraus resultierende Republic of Fredonia (21. Dezember 1826 bis 23. Januar 1827) war der erste Versuch angloamerikanischer Siedler in Texas, sich von Mexiko zu trennen. Die Siedler, angeführt von dem Landempresario Haden Edwards, erklärten ihre Unabhängigkeit vom mexikanischen Texas und gründeten die Republik Fredonia in der Nähe von Nacogdoches.

## Überblick

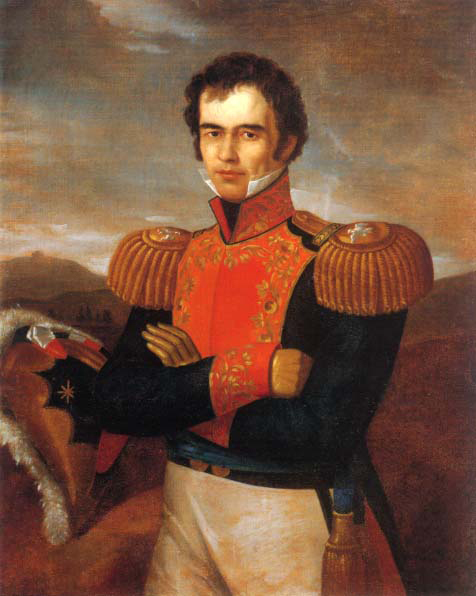
Guadalupe Victoria

Die Republic of Fredonia war das Ergebnis einer kurzzeitigen Rebellion, welche nach einem Monat niedergeschlagen wurde beziehungsweise in sich zusammenbrach. Ausbruchsort war ein Territorium, welches die mexikanische Regierung 1825 dem US-Amerikaner Haden Edwards gewährt hatte, jedoch bereits in den Jahrzehnten zuvor von spanischstämmigen Einwanderern besiedelt worden war. Edwards Aktionen entfremdeten die etablierten Bewohner schnell und die zunehmenden Feindseligkeiten zwischen ihnen und Siedlern, welche von Edwards rekrutiert wurden, veranlassten Victor Blanco als örtlichen Statthalter der mexikanischen Regierung, den mit Edwards abgeschlossenen Besiedlungsvertrag zu widerrufen.
Im Gegenzug übernahm eine Gruppe von Edwards’ Unterstützern Ende Dezember 1826 die Kontrolle über die Region. Sie entfernten mehrere Gemeindebeamte, welche mit den etablierten Bewohnern verbunden waren, aus dem Amt, nahmen flankierend einige Verhaftungen vor und erklärten ihre Unabhängigkeit von Mexiko. Obwohl ein in der Nähe siedelnder Cherokee-Stamm unter Führung von Chief Richard Fields zunächst einen Vertrag zur Unterstützung der neu ausgerufenen Republik unterzeichnete, überzeugten die mexikanischen Behörden sowie der angesehene Empresario Stephen F. Austin die Stammesführer, die Rebellion abzulehnen. Am 31. Januar 1827 marschierte eine Truppe von über 100 mexikanischen Soldaten sowie 275 Milizionären aus dem südwestlich gelegenen Landcharter von Stephen Austin in Nacogdoches ein, um die Ordnung wiederherzustellen. Haden Edwards und sein Bruder Benjamin flohen in die Vereinigten Staaten. Chief Richard Fields wurde von Mitgliedern seines eigenen Stammes getötet. Ein lokaler Händler wurde als Rädelsführer verhaftet und zum Tode verurteilt, allerdings kurz danach wieder freigelassen.
Die Rebellion veranlasste den mexikanischen Präsidenten Guadalupe Victoria dazu, die militärische Präsenz in der Region zu erhöhen. Eine Auswirkung dieser Militärpräsenz war, dass mehrere feindliche Stämme in der Region ihre Überfälle auf Siedlungen einstellten und sich zum Abschluss eines Friedensvertrags bereiterklärten – eine Maßnahme, welche speziell das Verhältnis zwischen den die südliche Prärie beherrschenden Comanche und den Mexikanern dauerhaft zum Besseren wendete. Aus Angst, die Vereinigten Staaten könnten durch die Rebellion die Kontrolle über Texas erlangen, schränkte die mexikanische Regierung die Einwanderung aus den USA in die Region stark ein. Im Gegenzug wurde das neue Einwanderungsgesetz von den angelsächsischen Kolonisten erbittert abgelehnt und führte zu zunehmender Unzufriedenheit mit der mexikanischen Herrschaft. Eine Reihe Historiker betrachtet die Fredonian Rebellion so als den eigentlichen Beginn der Texanischen Revolution.

## Hintergrund

Politische Aufgliederung Mexikos (1824)

Bereits während der Zeit der spanischen Kolonialherrschaft war der nordöstliche Teil Neuspaniens – die Provinz Texas – in den Blickpunkt angelsächsischer Siedler, Landspekulanten und Abenteurer gerückt. Speziell der östliche Teil der Provinz mit der Bezirkshauptstadt Nacogdoches entwickelte sich zu Anfang des 19. Jahrhunderts immer mehr zum Schauplatz angelsächsischer Besiedlungs- und Landnahme-Aktivitäten. Zwei frühe Unternehmungen waren die Gutiérrez-Magee Expedition 1812/1813 und die Long Expedition 1819 bis 1821. Bei beiden handelte es sich um typische Filibuster-Operationen, welche von einzelnen Akteuren geplant und durchgeführt wurden. Das Ziel dieser kurzlebigen Einfälle in das dünnbesiedelte Gebiet bestand darin, mittels einer militärischen Aktion sowie der Ausrufung einer unabhängigen Texanischen Republik Fakten zu schaffen. Beide Aktionen scheiterten schnell. Die Expedition von Bernardo Gutiérrez und Leutnant Augustus Magee wurde von den spanisch-mexikanischen Streitkräften ebenso aufgerieben wie die von Dr. James Long sechs Jahre später.
Nach dem Sieg im Mexikanischen Unabhängigkeitskrieg 1821 schlossen sich mehrere Kolonien des ehemaligen Vizekönigreichs Neuspanien zu einem neuen Staatsgebilde zusammen – Mexiko. Das neue Staatsgebiet teilte sich in mehrere Provinzen auf, und das als mexikanisches Texas bekannte Gebiet wurde Teil der Grenzprovinz Coahuila und Tejas. Um das große Gebiet zu regieren, wurde die Provinz weiter untergliedert; im Zug dieser Untergliederung wurde Mexikanisch-Texas dem Distrikt von Béxar (heute: San Antonio) zugeteilt. Auf der lokalen Ebene wurde das Gebiet in kleinere Verwaltungseinheiten unterteilt, die jeweils von einem Alcalde regiert wurden – einer Funktion, die in etwa der eines heutigen Bürgermeisters entspricht. Ein großer Teil von Osttexas – in Ost-West-Richtung reichend in etwa vom Sabine River bis zum Trinity River, in Süd-Nord-Richtung von der Golfküste bis zum Red River – wurde Teil der Gemeinde Nacogdoches. Die meisten Einwohner der Gemeinde waren spanischsprachige Familien, die ihr Land bereits seit Generationen innehatten. Eine zunehmende Zahl waren englischsprachige Einwohner, die während des mexikanischen Unabhängigkeitskrieges illegal eingewandert waren. Viele der Einwanderer waren Abenteurer, die als Teil verschiedener militärischer Filibuster-Gruppen angekommen waren mit der Absicht, innerhalb von Texas während der spanischen Herrschaft unabhängige Republiken zu schaffen.
Um die dünn besiedelte Grenzregion besser kontrollieren zu können, verabschiedete die mexikanische Bundesregierung 1824 das General Colonization Law. Das neue Gesetz diente dazu, eine legale Einwanderung nach Texas zu ermöglichen. Dem Gesetz zufolge sollte jede Provinz ihre eigenen Anforderungen für die Einwanderung festlegen. Nach einer Debatte am 24. März 1825 genehmigte die Landesregierung von Coahuila und Tejas ein System, welches den Empresarios Land zur Verfügung stellte – unter der Voraussetzung, dass diese jeweils Siedler für ihre eigene Kolonie rekrutierten. Darüber hinaus erhielten sie für je 100 Familien, die sich in Texas niedergelassen hatten, rund 93 Quadratkilometer Land zum Anbau und zur Ansiedlung.
Während der Beratungen über das Gesetz reisten eine Reihe potenzieller Charter-Anwärter nach Mexiko, um eine Zuteilung zu erhalten. Unter ihnen befand sich auch Haden Edwards, ein amerikanischer Landspekulant, der sowohl für seine Schnelligkeit als auch für seine aggressiven Methoden bekannt war. Obwohl sich Edwards in Mexiko eher undiplomatisch verhielt und eine Reihe Mitglieder der mexikanischen Administration vor den Kopf stieß, erhielt er am 14. April einen Landnahme-Vertrag, welcher es ihm erlaubte, 800 Familien in Ost-Texas anzusiedeln. Bestandteil des Vertrags war unter anderem eine Standardklausel, welche Edwards verpflichtete, alle bereits bestehenden spanischen und mexikanischen Landtitel in seinem Zuschussgebiet anzuerkennen, eine Miliz zum Schutz der Siedler in der Region aufzubauen und dem staatlichen Landkommissar zu gestatten, alle erteilten Urkunden zu beglaubigen.
In West-Ost-Richtung umfasste Edwards Kolonie das Land vom Navasota River bis 32 Kilometer westlich des Sabine River, von Süden nach Norden ein Gebiet beginnend 32 Kilometer nördlich des Golfs von Mexiko bis 25 Kilometer nördlich der Stadt Nacogdoches. Im Westen und Norden der Kolonie befanden sich Länder, die von mehreren indianischen Stämmen kontrolliert wurden, die kürzlich aus den Vereinigten Staaten vertrieben worden waren. Die südliche Grenze bildete die Kolonie von Stephen F. Austin, dem Sohn des ersten angloamerikanischen Charter-Nehmers auf texanischem Boden. Östlich von Edwards Kolonie lag der ehemalige Sabine Free State, eine neutrale Zone, welche 1806 als Puffer zwischen den Staatsgebieten der USA und Neuspanien-Mexiko etabliert worden war und sich in der Folge zum El Dorado für Gesetzlose, Landnehmer und Schmuggler entwickelt hatte. Die Grenzen der neuen Kolonie und der Gemeinde Nacogdoches überschnitten sich teilweise, was in der Folge unter anderem zu Unsicherheit darüber führte, welche Instanz genau für welche Funktion zuständig war.

## Vorgeschichte der Rebellion

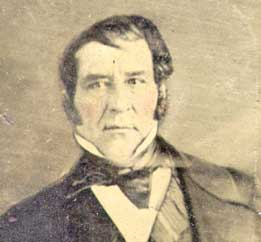
Haden Edwards (ca. 1820)

Edwards kam im August 1825 in Nacogdoches an. In der Annahme, dass er die Berechtigung hatte, die Gültigkeit bestehender Landansprüche zu bestimmen, forderte Edwards im September schriftliche Eigentumsnachweise seitens der Altsiedler. Andernfalls, so Edwards, würden ihre Ansprüche verfallen und das Land auf einer Auktion verkauft werden. Seine harsches Auftreten in der Kolonie war – so die Einschätzung aktueller Historiker – zumindest teilweise von Vorurteilen getrieben: Edwards verachtete diejenigen, die ärmer waren oder einer anderen Rasse angehörten. Darüber hinaus jedoch verfolgte seine Deklaration auch eine unmittelbare, handfeste Absicht: Indem er weniger wohlhabende Siedler enteignete, konnte er sein Land wohlhabenden Pflanzern zuweisen, die – wie er selbst – aus den südlichen Staaten der USA kamen.
Sehr wenige der englischsprachigen Einwohner hatten gültige Titel. Diejenigen, die nicht als Landerschließer angekommen waren, wurden von betrügerischen Landspekulanten getäuscht. Die meisten spanischsprachigen Grundbesitzer lebten auf Landbesitz, der seit 70 oder mehr Jahren im Besitz der jeweiligen Familie war; Papiere, die dieses belegten, gab es in der Regel nicht. Im Vorgriff auf den Konflikt zwischen dem neuen Empresario und den langjährigen Bewohnern des Gebiets begannen der amtierende Alcalde der Gemeinde, Luis Procela, und der Gemeindeangestellte Jose Antonio Sepulveda, alte spanische und mexikanische Landtitel zu validieren. Als Reaktion beschuldigte Edwards die regionale Administration, vollendete Tatsachen schaffen zu wollen – ein Vorwurf, welcher die Bewohner zusätzlich verärgerte.
Im Dezember 1825 hatte Edwards 50 Familien rekrutiert, die bereit waren, aus den Vereinigten Staaten auszuwandern und sich seiner Kolonie anzuschließen. Wie in seinem Vertrag festgehalten, organisierte Edwards eine örtliche Miliz, die sowohl seinen Neukolonisten auch als örtlichen Anwohnern offenstand. Als die Milizionäre den Gemeindebediensteten Sepulveda zum Hauptmann wählten, annullierte Edwards die Ergebnisse und erklärte sich selbst zum Chef der Miliz. Nach diesem Debakel forderte Edwards – sich abermals über seine Befugnisse hinwegsetzend – Wahlen für einen neuen Alcalde. Für das angesetzte Amt bewarben sich zwei Kandidaten: a) Edwards Schwiegersohn Chichester Chaplin, der als Vertreter der neu angekommenen Einwanderer gesehen wurde, b) Samuel Norris – ein Amerikaner, der die Tochter eines langjährigen Bewohners geheiratet hatte und daher von den alteingesessenen Bewohnern favorisiert wurde. Nach Chaplins Sieg wandten sich Angehörige der unterlegenen Partei in einem Appell an Juan Antonio Saucedo, den Präfekten des Departements Béxar. Im März hob Saucedo die Wahlergebnisse auf und erklärte Norris zum Sieger – was im Gegenzug die Folge hatte, das Edwards sich weigerte, Norris Autorität anzuerkennen.
Kurz nach Saucedos Entscheidung verließ Edwards die Kolonie, um weitere Siedler aus den Vereinigten Staaten anzuwerben. Die Verantwortung für die Kolonie übernahm sein jüngerer Bruder Benjamin. Dieser konnte die Stabilität innerhalb der Kolonie jedoch nicht aufrechterhalten. Die Situation verschlechterte sich rasch. Eine Bürgerwehr alteingesessener Siedler überzog viele Neuankömmlinge mit Repressalien. Benjamin Edwards reichte daraufhin mehrere Beschwerden bei staatlichen Behörden ein. Verärgert über die Art des Auftretens sowie die zunehmenden Spannungen innerhalb der Kolonie, widerriefen die mexikanischen Behörden im Oktober Edwards Landcharter und wiesen die beiden Brüder an, Mexiko zu verlassen. Beeinflusst worden war die Entscheidung möglicherweise von Gerüchten mit dem Inhalt, Haden Edwards sei lediglich deshalb in die Vereinigten Staaten gereist, um eine Armee aufzustellen. Unwillig, seine Investitionen von rund 50.000 US-Dollar (entsprechend etwa dem heutigen Wert von 1.100.000 USD) abzuschreiben, kehrte Haden Edwards Ende Oktober 1825 nach Nacogdoches zurück und betrieb die Einrichtung der Kolonie weiter – ungeachtet der Tatsache, dass der dazugehörige Vertrag aufgelöst worden war.

## Verlauf der Rebellion

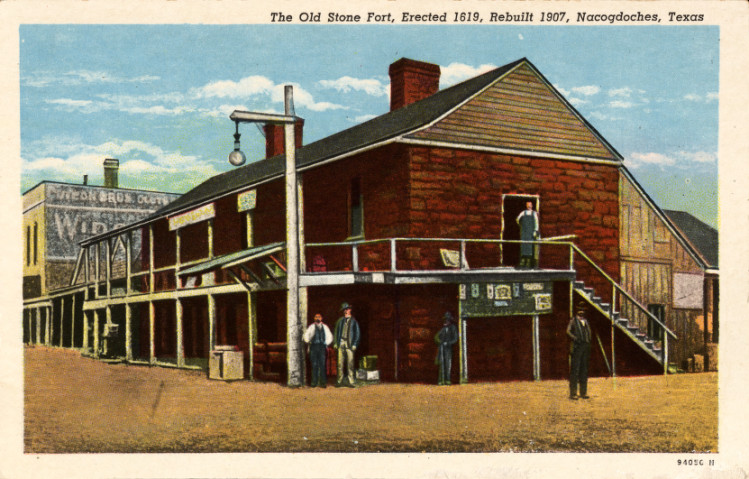
Old Stone Fort (Abbildung von 1929)

Flagge der kurzlebigen Republic of Fredonia

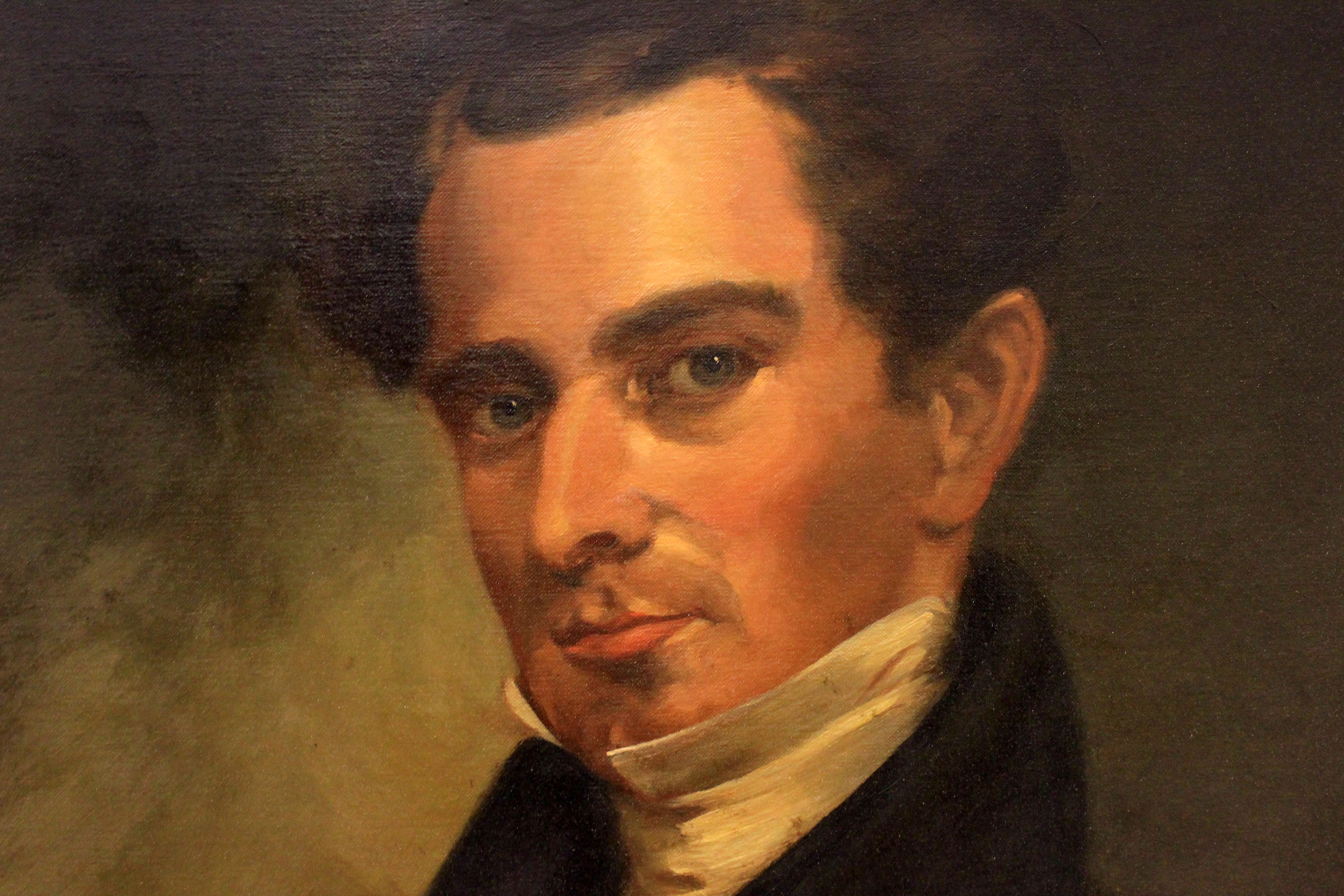
Stephen F. Austin

Historisches Gebäude in Nacogdoches: Haus von Peter Ellis Bean in der Melrose Road

Im Oktober entschied Norris als amtierender Alcalde, dass Edwards unrechtmäßig Land von einem bestehenden Siedler genommen hatte, um es einem neuen Einwanderer zuzuteilen. Norris annullierte die Besitzrechte des Neueinwanderers und verärgerte viele der Kolonisten. Im Verlauf des Monats wurde ein weiterer Neuimmigrant verhaftet und angewiesen, das Land zu verlassen, nachdem er sich geweigert hatte, sich für den Handel mit den umliegenden Indianerstämmen eine Handelslizenz einzuholen. Am 22. November 1826 schließlich besetzten der lokale Milizoberst Martin Parmer und 39 weitere Edwards-Kolonisten Nacogdoches und verhafteten Norris, Sepulveda sowie den Kommandeur der kleinen mexikanischen Garnison. Der Vorwurf: Norris und Sepulveda hätten Unterdrückung und Korruption innerhalb der Kolonie Vorschub geleistet. Haden Edwards wurde wegen Verstoßes gegen seine Ausweisungsverfügung ebenfalls verhaftet, jedoch auf Bewährung entlassen – möglicherweise, so die Einschätzung heutiger Historiker, ein Trick, um seine eigene Beteiligung an der Verschwörung zu verschleiern. Ein Gericht befand die anderen Männer schuldig, entfernte sie von ihren Stellungen und verbot ihnen, jemals ein öffentliches Amt zu bekleiden. Das Gericht löste sich auf, nachdem er einen vorläufigen Alcalde ernannt hatte. Mit Norris Amtsenthebung wurde der Haftbefehl gegen ihn für ungültig erklärt.
Während des ganzen Herbstes hatte Benjamin Edwards versucht, die Edwards-Kolonisten zu mobilisieren für eine mögliche bewaffnete Revolte gegen die mexikanische Autorität. Weitgehend erfolglos mit diesem Anliegen, wandte er sich an einen in der Nähe siedelnden Cherokee-Stamm. Einige Jahre zuvor hatte der Stamm sich um offizielle Besitztitel bei den mexikanischen Behörden beworben, diese allerdings nie erhalten. Benjamin Edwards unterbreitete dem Stamm nunmehr folgendes Angebot: einen Landtitel für ganz Texas nördlich von Nacogdoches im Austausch für die bewaffnete Unterstützung für seine Unabhängigkeitsbestrebungen.
Am 16. Dezember drangen die Edwards-Brüder mit nur 30 Siedlern in Nacogdoches ein und eroberten die wichtigste Militäranlage innerhalb der Stadt, das Old Stone Fort. Am 21. Dezember erklärte sich die ehemalige Edwards-Kolonie für unabhängig und gab sich den Namen Republic of Fredonia. Innerhalb weniger Stunden nach der Ankündigung unterzeichneten die Rebellen einen Friedensvertrag mit den Cherokee, vertreten durch Chief Richard Fields und John Dunn Hunter. Fields und Hunter behaupteten, 23 weitere Stämme mit zu vertreten und versprachen, 400 Krieger zur Verfügung zu stellen. Um die neue Situation zu unterstreichen, hissten die Aufständischen über dem Old Stone Fort eine neue Flagge – die mit zwei Streifen (einen roten und einen weißen – für die beiden Rassen) versehene Flagge der Republic of Fredonia. Ebenfalls Bestandteil der Flagge war das Motto „Unabhängigkeit, Freiheit und Gerechtigkeit“. Um die Abspaltung von Mexiko weiter voranzutreiben, sandte Haden Edwards Boten nach Louisiana mit dem Auftrag, militärische Hilfe von den Vereinigten Staaten zu erbitten. Die US-Army lehnte eine Intervention in Mexikanisch-Texas allerdings kategorisch ab. Zusätzlich forderten die Edwards-Brüder und ihre Anhänger Stephen F. Austin und seine Kolonisten auf, sich der Rebellion anzuschließen. In der südwestlich gelegenen Nachbarkolonie erhielten die Fredonia-Befürworter ebenfalls eine Absage. Austin, der gegenüber den mexikanischen Behörden eine ausgleichende, auf Diplomatie setzende Linie verfolgte, äußerte sich in einem Brief gegenüber Edwards klar und eindeutig: „Sie täuschen sich selbst, und diese Täuschung wird Sie ruinieren.“
Auch innerhalb der Edwards-Kolonie selbst war die Unabhängigkeitserklärung umstritten. Viele seiner Kolonisten störten sich an Edwards mangelnder Loyalität gegenüber ihrem Wahlland. Andere waren besorgt aufgrund seiner Allianz mit den Cherokee. Die mexikanischen Behörden waren über diese ebenfalls besorgt. Sie schickten den mexikanischen Indianer Peter Ellis Bean sowie den Administrationsbeamten Saucedo zu den Cherokee, um ihrerseits mit diesen zu verhandeln. Diese konstatierten, dass der Stamm nicht die nötigen Verfahrensweisen zur Erlangung eines Landzuschusses befolgt hatte, versprachen allerdings, dass die mexikanische Regierung ihre Landforderung erfüllen würde, wenn sie die Antragsprozedur erneut auf den Weg bringen würden. Solche Argumente sowie eine mögliche militärische Reaktion überzeugten viele Cherokee, den Vertrag mit Edwards nicht zu ratifizieren.
Bereits nach der Nachricht von der Festnahme des Alcalde im November hatte die mexikanische Regierung Vorbereitungen für eine Vergeltungsmaßnahme getroffen. Am 11. Dezember marschierte Oberstleutnant Mateo Ahumada, der militärische Befehlshaber in Texas, von San Antonio de Béxar mit 110 Mitgliedern der Infanterie nach Norden. Die Truppe hielt zunächst in Austins Kolonie an, um die Loyalität der dortigen Siedler zu beurteilen. Am 1. Januar gab Austin seinen Kolonisten bekannt, dass „irregeleitete Verrückte in Nacogdoches“ die Unabhängigkeit erklärt hätten. Viele Mitglieder der Austin-Kolonie meldeten sich daraufhin freiwillig, um bei der Niederschlagung der Rebellion zu helfen. Als die mexikanische Armee am 22. Januar weiter in Richtung Nacogdoches vorrückte, schlossen sich ihnen 250 Milizionäre aus Austins Kolonie an.
In der Zwischenzeit hatten auch die Separationsgegner innerhalb der Kolonie einen Versuch unternommen, die Kräfteverhältnisse vor Ort zu ändern. Samuel Norris unternahm mit 80 Männern einen Vorstoß mit dem Ziel, das Old Stone Fort zurückzuerobern. Obwohl der militärische Oberbefehlshaber der Fredonia-Separatisten, Colonel Martin Parmer, weniger als 20 Unterstützer bei sich hatte, schlugen seine Männer Norris’ Trupp in weniger als zehn Minuten zurück. Am 31. Januar rückte Ellis Bean in Begleitung von 70 Milizionären aus Austins Kolonie in Nacogdoches ein. Inzwischen hatten Parmer und Edwards erfahren, dass die Cherokee jede Absicht aufgegeben hatten, Krieg gegen Mexiko zu führen. Als klar wurde, dass kein einziger Cherokee-Krieger erscheinen würde, um die Revolte zu verstärken, flohen Edwards und seine Anhänger. Bean verfolgte sie bis an den Sabine River. Die meisten der Flüchtenden – einschließlich der Edwards Brüder – konnten sich jedoch sicher in die Vereinigten Staaten absetzen. Ahumada, seine Soldaten sowie der administrative Beamte Saucedo trafen am 8. Februar in Nacogdoches ein und stellten Zug um Zug die Ordnung wieder her.
Obwohl die Cherokee die Waffen nicht gegen Mexiko erhoben hatten, veranlasste der mit den beiden Chiefs Fields und Hunter abgeschlossene Vertrag die mexikanischen Behörden, die Loyalität des Stammes in Frage zu stellen. Um seine Loyalität gegenüber den mexikanischen Behörden unter Beweis zu stellen, ordnete der Stammesrat der Cherokee an, Fields und Hunter hinzurichten. Rechtliche Grundlage dafür war das Stammesrecht, demzufolge bestimmte Straftaten wie die Unterstützung eines Stammesfeinds mit dem Tod bestraft werden sollten. Indirekt bestätigte das Todesurteil so, dass Edwards und seine Unterstützer Feinde der Cherokee seien. Die beiden Häuptlinge flohen, wurden aber bald gefangen genommen und hingerichtet. Als die Exekutionen am 28. Februar den mexikanischen Behörden gemeldet wurden, lobte der Generalkommandant der östlichen Provinzen im Inneren, Anastasio Bustamante, die Cherokee für ihre umgehende Reaktion.
Um die Rebellion abschließend zu befrieden, bot Bustamante schließlich eine allgemeine Amnestie für alle an, die an den Auseinandersetzungen teilgenommen hatten – mit Ausnahme von Haden und Benjamin Edwards, Martin Parmer sowie Adolphus Sterne, einem lokalen Händler, der aus Köln stammte und für die Rebellen Versorgungsmaterial geliefert hatte. Wie die Edwards-Brüder flüchtete auch der Militärbefehlshaber der Rebellen, Martin Parmer, nach Louisiana. Adolphus Sterne hingegen blieb und wurde wegen Verrats zum Tode verurteilt. Allerdings wurde er entlassen unter der Bedingung, der Republik Mexiko die Treue zu schwören und sich niemals wieder an einem bewaffneten Aufstand gegen die mexikanische Regierung zu beteiligen.

## Nachwirkungen

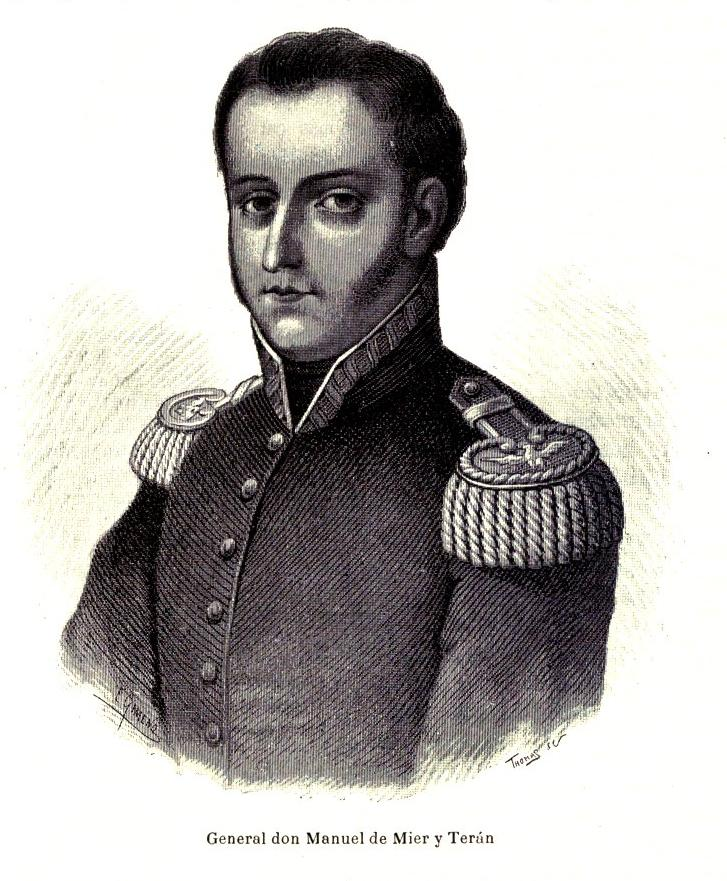
Manuel de Mier y Terán

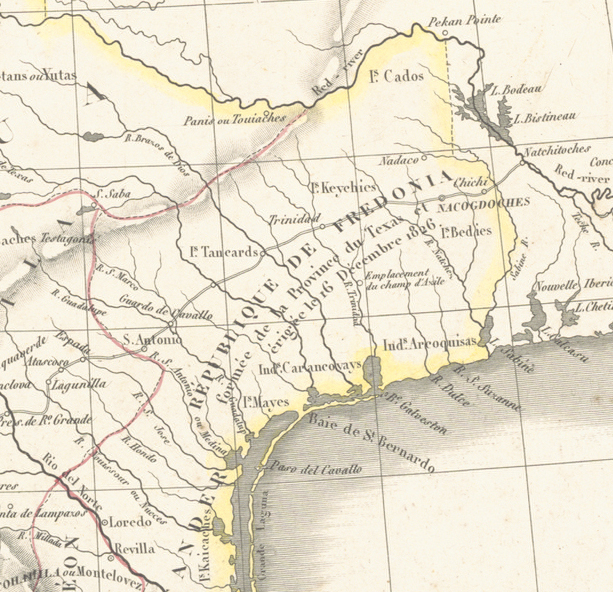
Karte von „Republic of Fredonia“, 1835

Die Nachwirkungen der Rebellion betrafen sowohl das Verhältnis der angelsächsischen Texas-Kolonisten zur mexikanischen Zentralgewalt als auch das zu den umliegenden Indianerstämmen. Zum einen veränderte die Rebellion die Dynamik zwischen Siedlern und lokalen Stämmen. Obwohl die Cherokee in ihrer Gesamtheit die Rebellion ablehnten, veranlasste ihre anfängliche Unterstützung viele Siedler, dem Stamm zu misstrauen. Die Rebellion und die anschließende Reaktion der mexikanischen Armee veränderten auch die Beziehungen der Siedler zu anderen Stämmen. Als Verbündete unterschiedlicher Comanche-Gruppen hatten die Tawakoni und Waco regelmäßig Siedlungen in Texas überfallen. Aus Angst, die Stämme könnten sich wie die Cherokee mit anderen Gruppen gegen die mexikanische Obergewalt verbünden, begann Bustamante mit Vorbereitungen, potenziell feindliche Indianerstämme in Osttexas anzugreifen und zu schwächen. Als die Towakoni und Waco im April 1827 von der bevorstehenden Invasion erfuhren, baten sie um Frieden. Im Juni unterzeichneten die beiden Stämme einen Friedensvertrag mit Mexiko und versprachen, sämtliche Überfälle auf mexikanische Siedler einzustellen. In der Folge unterstützten die Towakoni auch ihre Verbündeten, die Penateka-Comanche, beim Abschluss eines entsprechenden Vertrages mit Mexiko. Als Bustamantes Truppen im Verlauf des Jahres jedoch Texas verließen, nahmen die Towakoni und Waco ihre Überfälle wieder auf. Die Comanche hingegen hielten ihren Vertrag viele Jahre lang aufrecht und halfen den mexikanischen Soldaten gelegentlich sogar bei der Rückgewinnung von Vieh, welches von anderen Stämmen gestohlen wurde.
Die gescheiterte Rebellion beeinflusste auch die weiteren Beziehungen zwischen der Republik Mexiko und den Vereinigten Staaten. Schon vor der Revolte hatten sich viele mexikanische Beamte Sorgen darüber gemacht, dass die Vereinigten Staaten planten, die Kontrolle über Texas zu erlangen. Als die Rebellion ausbrach, vermuteten nicht wenige mexikanische Beamte, Edwards sei ein Agent der Vereinigten Staaten gewesen. Um die Region zu schützen, wurde eine neue, größere Garnison in Nacogdoches eingerichtet. Kommandant wurde der Oberst José de las Piedras. Als direkte Folge der Aktionen von Edwards initiierte die mexikanische Regierung eine umfassende Untersuchung, welche von General Manuel de Mier y Terán durchgeführt wurde und das Ziel hatte, eine Vorgehensweise bei zukünftigen, ähnlichen Konflikten zu validieren. Mier y Terans Berichte führten schließlich zu dem Gesetz vom 6. April 1830, welches die Einwanderung nach Texas stark einschränkte. Innerhalb von Texas wurden die Gesetze sowohl von Einwanderern als auch von einheimischen Mexikanern weithin verurteilt. In der Folge führten sie zu weiteren bewaffneten Konflikten zwischen mexikanischen Soldaten und texanischen Siedlern.
Einige Historiker betrachten die Fredonian Rebellion als den Beginn der Texanischen Revolution. In einem 1954 für die Fachzeitschrift Southwestern Historical Quarterly geschriebenen Beitrag klassifizierte der Autor W. B. Bates den Aufstand zwar als verfrüht. Allerdings habe er die Leidenschaft mit entfacht für den späteren Erfolg. Die Bewohner der Region um Nacogdoches spielten auch in kommenden Rebellionen eine tragende Rolle: Im Rahmen der sogenannten Schlacht von Nacogdoches im Jahr 1832 – einer weiteren Vor-Unabhängigkeitskriegs-Auseinandersetzung in der nordosttexanischen Region – vertrieben sie den neuen Militärgouverneur Piedras und seine Truppen. Viele Siedler in der Region nahmen darüber hinaus auch am Texanischen Unabhängigkeitskrieg teil, der 1836 ausbrach und zum großen Teil auf osttexanischen Schauplätzen ausgetragen wurde.